# Észtország a 2014. évi téli olimpiai játékokon
Észtország az oroszországi Szocsiban megrendezett 2014. évi téli olimpiai játékok egyik részt vevő nemzete volt. Az országot az olimpián 6 sportágban 25 sportoló képviselte, akik érmet nem szereztek.

## Alpesisí
Férfi
| Versenyző             | Versenyszám      | 1. futam | 1. futam | 2. futam | 2. futam | Összesítés | Összesítés |
| Versenyző             | Versenyszám      | Idő      | Hely.    | Idő      | Hely.    | Idő        | Helyezés   |
| --------------------- | ---------------- | -------- | -------- | -------- | -------- | ---------- | ---------- |
| Warren Cummings Smith | Műlesiklás       | 55,08    | 54.      | 1:02,20  | 27.      | 1:57,28    | 26.        |
| Warren Cummings Smith | Óriás-műlesiklás | 1:28,25  | 48.      | 1:29,17  | 45.      | 2:57,42    | 45.        |

Női
| Versenyző  | Versenyszám      | 1. futam | 1. futam | 2. futam | 2. futam | Összesítés | Összesítés |
| Versenyző  | Versenyszám      | Idő      | Hely.    | Idő      | Hely.    | Idő        | Helyezés   |
| ---------- | ---------------- | -------- | -------- | -------- | -------- | ---------- | ---------- |
| Triin Tobi | Műlesiklás       | 1:11,43  | 57.      | 1:09,02  | 47.      | 2:20,45    | 46.        |
| Triin Tobi | Óriás-műlesiklás | 1:34,65  | 68.      | 1:34,52  | 61.      | 3:09,17    | 61.        |

## Biatlon
Férfi
| Versenyző                                                | Versenyszám            | Időeredmény | Lövőhiba    | Helyezés |
| -------------------------------------------------------- | ---------------------- | ----------- | ----------- | -------- |
| Danil Steptsenko                                         | 10 km sprint           | 26:40,5     | 2 (1+1)     | 50.      |
| Danil Steptsenko                                         | 12,5 km üldözőverseny  | 40:52,0     | 7 (1+1+1+4) | 59.      |
| Danil Steptsenko                                         | 20 km egyéni indításos | 56:14,4     | 3 (1+2+0+0) | 62.      |
| Indrek Tobreluts                                         | 10 km sprint           | 26:46,5     | 3 (0+3)     | 53.      |
| Indrek Tobreluts                                         | 12,5 km üldözőverseny  | 38:00,5     | 3 (0+0+2+1) | 45.      |
| Indrek Tobreluts                                         | 20 km egyéni indításos | 53:02,5     | 2 (0+1+0+1) | 29.      |
| Kauri Kõiv                                               | 10 km sprint           | 26:47,1     | 3 (2+1)     | 54.      |
| Kauri Kõiv                                               | 12,5 km üldözőverseny  | 38:10,2     | 3 (1+0+0+2) | 46.      |
| Kauri Kõiv                                               | 20 km egyéni indításos | 58:17,3     | 7 (1+2+2+2) | 78.      |
| Roland Lessing                                           | 10 km sprint           | 27:06,3     | 3 (0+3)     | 66.      |
| Kalev Ermits                                             | 20 km egyéni indításos | 57:04,5     | 2 (1+1+0+0) | 70.      |
| Daniil Steptšenko Kalev Ermits Kauri Kõiv Roland Lessing | 4 × 7,5 km váltó       | lekörözték  | 3+12        | 17.      |

Női
| Versenyző                                              | Versenyszám            | Időeredmény | Lövőhiba    | Helyezés |
| ------------------------------------------------------ | ---------------------- | ----------- | ----------- | -------- |
| Johanna Talihärm                                       | 7,5 km sprint          | 23:09,3     | 0 (0+0)     | 48.      |
| Johanna Talihärm                                       | 10 km üldözőverseny    | 37:52,5     | 5 (2+0+0+3) | 55.      |
| Johanna Talihärm                                       | 15 km egyéni indításos | 55:16,5     | 6 (2+1+0+3) | 73.      |
| Daria Yurlova                                          | 7,5 km sprint          | 24:01,1     | 1 (1+0)     | 67.      |
| Daria Yurlova                                          | 15 km egyéni indításos | 55:18,0     | 6 (0+2+2+2) | 74.      |
| Kadri Lehtla                                           | 7,5 km sprint          | 24:13,3     | 4 (2+2)     | 69.      |
| Kadri Lehtla                                           | 15 km egyéni indításos | 49:44,8     | 2 (1+0+1+0) | 44.      |
| Grete Gaim                                             | 7,5 km sprint          | 24:18,2     | 2 (1+1)     | 71.      |
| Grete Gaim                                             | 15 km egyéni indításos | 51:28,5     | 2 (0+0+0+2) | 58.      |
| Kadri Lehtla Grete Gaim Daria Yurlova Johanna Talihärm | 4 × 6 km váltó         | lekörözték  | 1+13        | 16.      |

Vegyes
| Versenyző                                               | Versenyszám  | Időeredmény | Lövőhiba | Helyezés |
| ------------------------------------------------------- | ------------ | ----------- | -------- | -------- |
| Kadri Lehtla Daria Yurlova Kauri Kõiv Daniil Steptšenko | Vegyes váltó | lekörözték  | 6+17     | 15.      |

## Északi összetett
| Versenyző           | Versenyszám        | Síugrás | Síugrás | Síugrás | Síugrás    | Sífutás | Összesítés | Összesítés |
| Versenyző           | Versenyszám        | Táv     | Pont    | Hely.   | Időhátrány | Idő     | Idő        | Helyezés   |
| ------------------- | ------------------ | ------- | ------- | ------- | ---------- | ------- | ---------- | ---------- |
| Kristjan Ilves      | Normálsánc + 10 km | 97,5    | 117,3   | =17.    | +0:57      | 26:26,8 | 27:23,8    | 41.        |
| Kristjan Ilves      | Nagysánc + 10 km   | 125,0   | 117,2   | 8.      | +0:47      | 25:24,5 | 26:11,5    | 34.        |
| Han Hendrik Piho    | Normálsánc + 10 km | 90,5    | 102,8   | 43.     | +1:55      | 25:47,4 | 27:42,4    | 43.        |
| Han Hendrik Piho    | Nagysánc + 10 km   | 118,0   | 95,3    | 37.     | +2:15      | 24:00,0 | 26:15,0    | 36.        |
| Karl-August Tiirmaa | Normálsánc + 10 km | 89,5    | 99,9    | 45.     | +2:06      | 26:23,2 | 28:29,2    | 44.        |
| Karl-August Tiirmaa | Nagysánc + 10 km   | 123,0   | 104,3   | 21.     | +1:39      | 26:06,4 | 27:45,4    | 44.        |

## Műkorcsolya
| Versenyző         | Versenyszám  | Rövid program | Rövid program | Kűr     | Kűr     | Összesítés | Összesítés |
| Versenyző         | Versenyszám  | Pont          | Hely.         | Pont    | Hely.   | Pont       | Helyezés   |
| ----------------- | ------------ | ------------- | ------------- | ------- | ------- | ---------- | ---------- |
| Viktor Romanenkov | Férfi egyéni | 61,55         | 23.           | 78,44   | 24.     | 139,99     | 24.        |
| Jelena Glebova    | Női egyéni   | 46,19         | 29.           | kiesett | kiesett | kiesett    | kiesett    |

## Sífutás
Férfi
| Versenyző                                           | Versenyszám     | Selejtező | Selejtező | Negyeddöntő | Negyeddöntő | Elődöntő | Elődöntő | Döntő     | Döntő    |
| Versenyző                                           | Versenyszám     | Idő       | Hely.     | Idő         | Hely.       | Idő      | Hely.    | Idő       | Helyezés |
| --------------------------------------------------- | --------------- | --------- | --------- | ----------- | ----------- | -------- | -------- | --------- | -------- |
| Algo Kärp                                           | 15 km           |           |           |             |             |          |          | 42:16,5   | 42.      |
| Karel Tammjärv                                      | 15 km           |           |           |             |             |          |          | 42:27,7   | 45.      |
| Karel Tammjärv                                      | 50 km           |           |           |             |             |          |          | 1:53:23,0 | 49.      |
| Aivar Rehemaa                                       | 15 km           |           |           |             |             |          |          | 41:49,8   | 40.      |
| Aivar Rehemaa                                       | 30 km           |           |           |             |             |          |          | 1:13:47,2 | 51.      |
| Aivar Rehemaa                                       | 50 km           |           |           |             |             |          |          | 1:52:22,1 | 44.      |
| Raido Ränkel                                        | 15 km           |           |           |             |             |          |          | 43:38,9   | 61.      |
| Raido Ränkel                                        | Sprint          | 3:43,82   | 51.       | kiesett     | kiesett     | kiesett  | kiesett  | kiesett   | 51.      |
| Peeter Kümmel                                       | Sprint          | 3:44,03   | 52.       | kiesett     | kiesett     | kiesett  | kiesett  | kiesett   | 52.      |
| Siim Sellis                                         | Sprint          | 3:48,06   | 59.       | kiesett     | kiesett     | kiesett  | kiesett  | kiesett   | 59.      |
| Peeter Kümmel Raido Ränkel                          | Csapatsprint    |           |           |             |             | 24:26,49 | 7.       | kiesett   | 15.      |
| Karel Tammjärv Algo Kärp Aivar Rehemaa Raido Ränkel | 4 × 10 km váltó |           |           |             |             |          |          | 1:32:52,6 | 10.      |

Női
| Versenyző    | Versenyszám | Selejtező | Selejtező | Negyeddöntő | Negyeddöntő | Elődöntő | Elődöntő | Döntő   | Döntő    |
| Versenyző    | Versenyszám | Idő       | Hely.     | Idő         | Hely.       | Idő      | Hely.    | Idő     | Helyezés |
| ------------ | ----------- | --------- | --------- | ----------- | ----------- | -------- | -------- | ------- | -------- |
| Triin Ojaste | 10 km       |           |           |             |             |          |          | 31:54,3 | 45.      |
| Triin Ojaste | Sprint      | 2:47,07   | 48.       | kiesett     | kiesett     | kiesett  | kiesett  | kiesett | 48.      |

## Síugrás
Férfi
| Versenyző             | Versenyszám | Selejtező | Selejtező | Selejtező | 1. ugrás | 1. ugrás | 1. ugrás | 2. ugrás | 2. ugrás | 2. ugrás | Összesítés | Összesítés |
| Versenyző             | Versenyszám | Táv       | Pont      | Hely.     | Táv      | Pont     | Hely.    | Táv      | Pont     | Hely.    | Pont       | Helyezés   |
| --------------------- | ----------- | --------- | --------- | --------- | -------- | -------- | -------- | -------- | -------- | -------- | ---------- | ---------- |
| Kaarel Nurmsalu       | Normálsánc  | 92,0      | 106,6     | 32.       | 95,0     | 113,3    | 37.      | kiesett  | kiesett  | kiesett  | kiesett    | kiesett    |
| Kaarel Nurmsalu       | Nagysánc    | 125,0     | 103,6     | 24.       | 124,5    | 105,9    | 41.      | kiesett  | kiesett  | kiesett  | kiesett    | kiesett    |
| Siim-Tanel Sammelselg | Normálsánc  | 73,0      | 66,2      | 51.       | kiesett  | kiesett  | kiesett  | kiesett  | kiesett  | kiesett  | kiesett    | kiesett    |
| Siim-Tanel Sammelselg | Nagysánc    | 107,5     | 69,0      | 49.       | kiesett  | kiesett  | kiesett  | kiesett  | kiesett  | kiesett  | kiesett    | kiesett    |